# الحلحلي (حجة)

تعديل مصدري - تعديل

الحلحلي هي إحدى قرى عزلة المعمري بمديرية حجة التابعة لمحافظة حجة، بلغ تعداد سكانها 180 نسمة حسب تعداد اليمن لعام 2004.